# パッタヤー駅
パッタヤー駅（パッタヤーえき、タイ語:สถานีรถไฟพัทยา）は、タイ王国の中部チョンブリー県パッタヤーにある、タイ国有鉄道東本線サッタヒープ支線の駅である。パッタヤー中心部から東に3km離れた場所にある。

## 歴史
1989年7月14日に、東本線のチャチューンサオ駅 - サッタヒープ駅が開業し、途中駅として設置された。